# Saint-Barthélemy

Lokalna flaga Saint-Barthélemy.

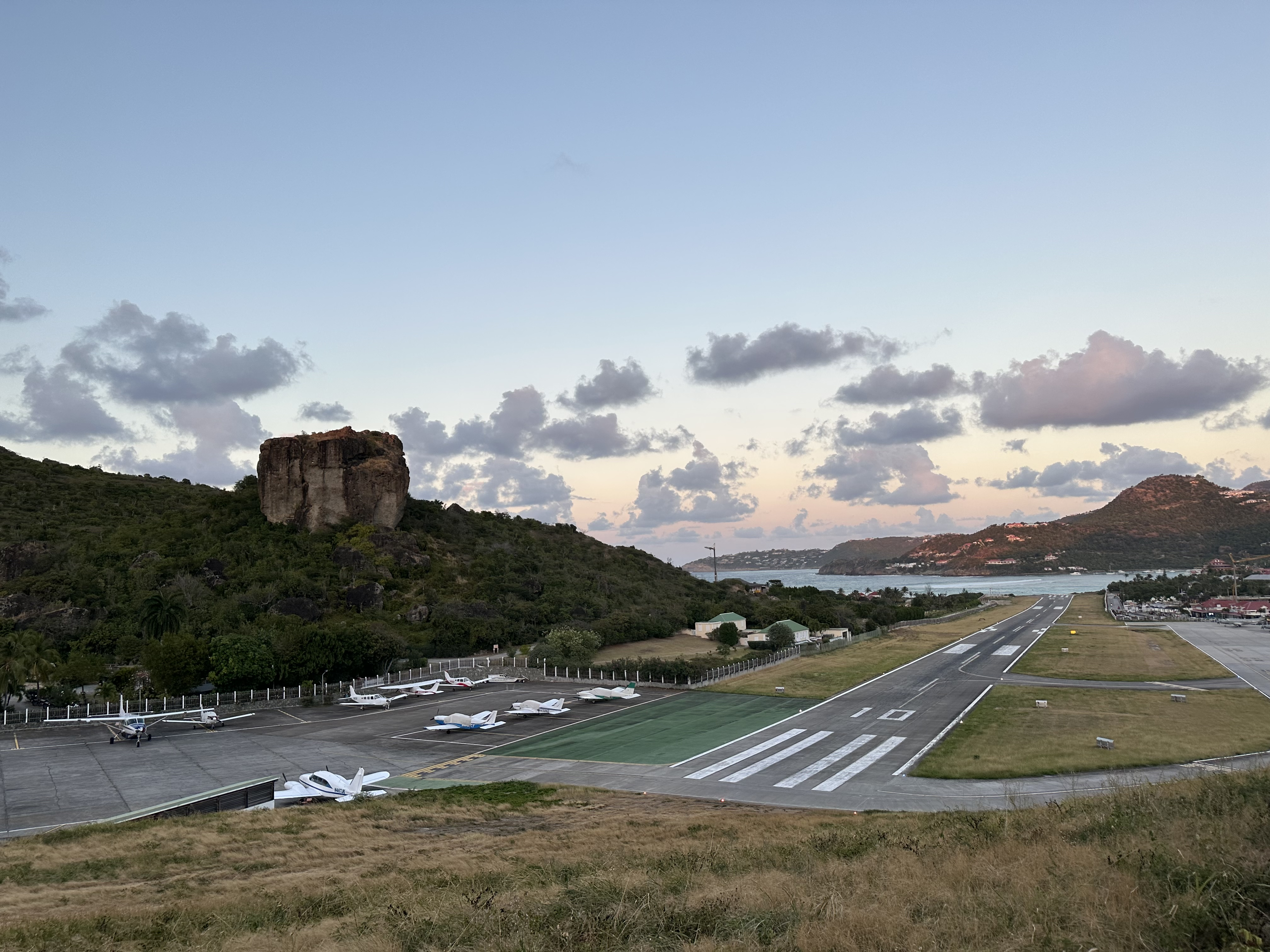
Droga startowa lokalnego portu lotniczego

Saint-Barthélemy (Wspólnota Saint-Barthélemy) – terytorium zależne Francji leżące w Małych Antylach zajmujące wyspę o tej samej nazwie oraz kilka mniejszych wysepek. Terytorium zostało utworzone 22 lutego 2007 roku, a do tego czasu było jedną z jednostek administracyjnych wchodzących w skład Gwadelupy. Jako część Gwadelupy, będącej regionem zamorskim Francji, Saint-Barthélemy wchodziło w skład Unii Europejskiej. Administracyjnie Saint-Barthélemy stanowi jedną gminę (commune de Saint-Barthélemy), która w czasach przynależności do Gwadelupy wchodziła w skład okręgu Saint-Martin i Saint-Barthélemy (Arrondissement de Saint-Martin-Saint-Barthélemy).
W referendum, które odbyło się 7 grudnia 2003, 78,71% glosujących (przy ponad 95% frekwencji) opowiedziało się za odłączeniem Saint-Barthélemy od Gwadelupy i utworzeniem osobnego terytorium zależnego. Zgodnie z ustawą przyjętą przez francuski parlament 7 lutego 2007 roku, która weszła w życie 22 lutego 2007, Saint-Barthélemy jest wspólnotą zamorską (collectivité d'outremer) (taki sam status jednocześnie uzyskała inna wyspa wchodząca do 2007 w skład Gwadelupy – Saint-Martin). Saint-Barthélemy, w momencie odłączenia od Gwadelupy, przestał być częścią Unii Europejskiej. Ponownie stał się częścią Unii od dnia wejścia w życie traktatu lizbońskiego (1 grudnia 2009), jednak na wniosek mieszkańców Francja wystąpiła o wyłączenie terytorium z Unii, co nastąpiło z dniem 1 stycznia 2012 roku.
Stolicą Saint-Barthélemy jest miasto Gustavia mające ok. 3000 mieszkańców.
Wyspa została odkryta w 1493 roku przez Krzysztofa Kolumba i zajęta w imieniu Hiszpanii jako Isla de San Bartolomeo, nie powstało na niej jednak żadne osiedle. W 1648 roku wyspa została zaanektowana przez Francję, lecz już w 1651 roku stała się ona posiadłością Zakonu Maltańskiego. Do Francji wyspa powróciła w 1673 roku i pozostaje w jej władaniu, z krótkimi okresami okupacji brytyjskiej, do roku 1784. 1 czerwca 1784 roku wyspa stała się kolonią Szwecji. Kolejny powrót we władanie Francji nastąpił w 1878 roku, kiedy wyspa stała się częścią Gwadelupy. W 1963 roku Saint-Barthélemy została połączona z francuską częścią wyspy Saint-Martin w jeden okręg administracyjny (arrondissement) Gwadelupy. Stan ten trwał do 21 lutego 2007 roku.
Na wyspie znajduje się lokalny port lotniczy Port lotniczy Gustaw III.

## Geografia
Saint-Barthélemy jest nizinną wyspą z licznymi wzgórzami, leżącą w regionie antylskiego łuku wulkanicznego. Wyspa cechuje się tropikalnym klimatem ze średnimi temperaturami 26 °C. Wody powierzchniowe ograniczają się do kilku niewielkich jezior. Roślinność głównie krzaczasta, brak dużych skupisk leśnych. Fauna reprezentowana przez drobne ssaki i liczne morskie gatunki. Saint-Barthélemy należy do antylskiej krainy neotropikalnej.

## Religia
Głównym wyznaniem jest Kościół rzymskokatolicki, istnieją również grupy protestanckie oraz Świadkowie Jehowy (zobacz: Świadkowie Jehowy na Saint-Barthélemy).